# Tahani al-Gebali
Tahani al-Gebali (en árabe: تهاني الجبالي, Tanta, Al-Gharbiya, 9 de noviembre de 1950 - Agouza, 9 de enero de 2022) fue una magistrada egipcia, la vicepresidenta de la Suprema Corte Constitucional de Egipto. En 2003 fue nombrada para el puesto por el entonces presidente Hosni Mubarak, por lo que se volvió la primera mujer en tener un cargo en el poder judicial de Egipto. De hecho, lo fue hasta que en 2007 treinta y dos mujeres egipcias accedieron a cargos judiciales. Se unió al Partido Nasserista Democrático Árabe, aunque cesó su actividad política cuando fue elegida jueza.

## Biografía
Nació en 1950, en Tanta, en la provincia egipcia de Al-Gharbiya. En su familia había numerosos terratenientes y existía un fuerte sentimiento patriótico y de tolerancia religiosa. Su padre era un inspector de salud pública de la Cruz Roja, mientras que su madre era docente de árabe y de religión; después fue directora de una institución educativa y llegó a ser viceministra de Educación. De hecho, fue una de las primeras mujeres en recibir educación formal en la década de 1930. Cuando enviudó, con siete hijos a su cargo, continuó trabajando.
Comenzó a estudiar Derecho en la Universidad de El Cairo en 1968. Se graduó en 1973 como especialista en la sharia e hizo carrera en los fueros civiles, comerciales, familiares y penales. Tuvo numerosos casos relacionados con divorcios o con mujeres cuyos maridos no les permitían salir del país. En 1989 fue la primera mujer en ingresar al consejo directivo del Sindicato de Abogados de Egipto. Al-Gebali fue la primera mujer en ser parte de la Oficina Permanente de Abogados Árabes —accedió a ese puesto en 1992— y desde allí presidió el Comité de las Mujeres, así como el Comité contra el Racismo y el Sionismo. A nivel internacional, trabajó en el Consejo Árabe por un poder judicial independiente, en la Organización de las Naciones Unidas y en el Instituto Árabe por los Derechos Humanos en Túnez. Recibió diversos premios, como la Medalla de las Naciones Unidas por su trabajo social o la medalla del Instituto de Diplomacia de su país.
En julio de 2012, The New York Times escribió que Tahani al-Gebali, en su posición de vicepresidenta de la Suprema Corte Constitucional, recomendó al Consejo Supremo de las Fuerzas Armadas que no cedieran el poder a los civiles hasta que no se redactara una constitución, dado que en 2012 se había convocado una asamblea con dicha finalidad. La jueza lo negó y anunció que demandaría al periódico.

## Fallecimiento
Murió de COVID-19 el 9 de enero de 2022, a la edad de 71 años.